# Готовский-Быховец, Карп Федотович
Карп Федотович Готовский-Быховец (настоящая фамилия — Готовский) (1892—1947) — полковник Советской Армии, кавалер ордена Красного Знамени до учреждения ордена Ленина.

## Биография
Карп Готовский родился в 1892 году в деревне Залюбежье Полоцкого уезда Витебской губернии Российской империи (ныне — Полоцкий район Витебской области Белоруссии). В возрасте восьми лет остался без отца, был вынужден пойти работать. В 1914 году был призван на службу в царскую армию и направлен на фронт Первой мировой войны. Принимал активное участие в боях, был четыре раза ранен и один раз контужен. В боях неоднократно отличался, был награждён Георгиевскими крестами 3-й и 4-й степеней, несколькими медалями.
После Февральской революции 1917 года Готовский был избран своими сослуживцами членом полкового, дивизионного и корпусного комитетов. В 1918 году он был демобилизован и вернулся домой, где возглавил партизанский отряд, насчитывавший около трёх тысяч человек. Отряд успешно вёл бои с немецкими войсками, оставив их на рубеже реки Дрисса. В мае 1918 года Готовский вступил в партию большевиков, а в июне того же года стал первым военным комиссаром Полоцкого уезда. В ноябре 1918 года он женился взял себе двойную фамилию Готовский-Быховец (вторая половина по фамилии жены). Одновременно с должность военного комиссара Полоцкого уезда он был также членом Полоцкого уездного исполнительного комитета и председателем Полоцкого уездного комитета РКП(б), возглавлял местную ЧК и революционный комитет. В фондах краеведческого музея Полоцка до сих пор хранятся его личные вещи, документы, фотографии, награды.
В июле 1918 года принимал активное участие в подавлении левоэсеровского мятежа в Москве. Был делегатом 5-го Всероссийского и 6-го Чрезвычайного съездов Советов. В августе 1919 года Готовский-Быховец добровольно пошёл на службу в Рабоче-крестьянскую Красную Армию. Прошёл путь от командира батальона до командира бригады 17-й стрелковой дивизии. За боевые заслуги Карп Федотович Готовский-Быховец был награждён орденом Красного Знамени за номером 15794 (Приказ Революционного военного совета Республики № 82 в 1923 году).
После окончания войны Готовский-Быховец продолжил службу в Рабоче-крестьянской Красной Армии. Участвовал в Великой Отечественной войне, командовал курсами младших лейтенантов. Указом Президиума Верховного Совета СССР от 8 июня 1944 года полковник Карп Готовский был награждён орденом Красного Знамени.
После окончания войны командовал 40-й гвардейской танковой бригадой. Скончался 9 мая 1947 года.